# Phytosus schatzmayri
Phytosus schatzmayri är en skalbaggsart som beskrevs av Max Bernhauer 1941. Phytosus schatzmayri ingår i släktet Phytosus och familjen kortvingar. Inga underarter finns listade i Catalogue of Life.